# Cinteotl

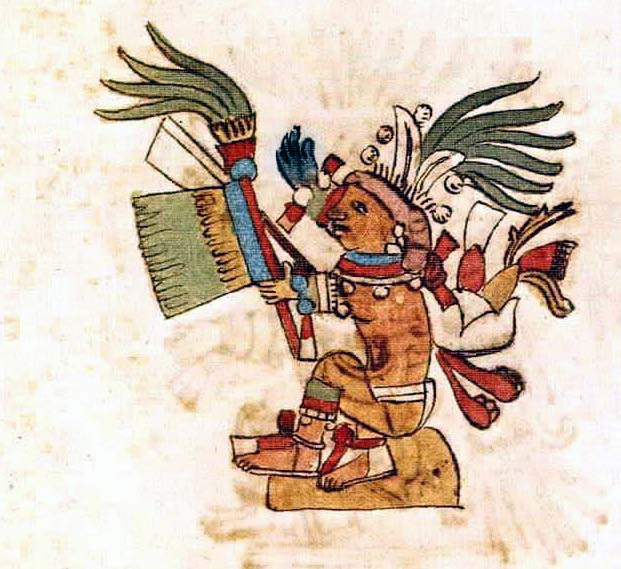
Cinteotl

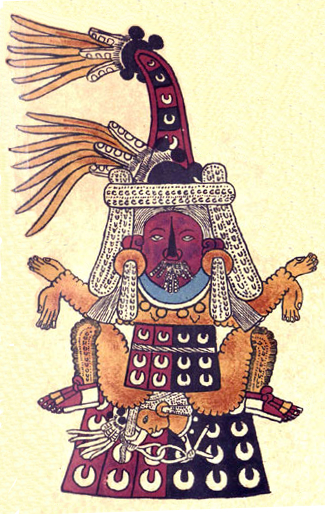
Cinteotl, în Codex Borbonicus.

Cinteotl este un zeu aztec, fiul zeiței Tlazolteotl.
Era considerat ocrotitorul principal al porumbului, dar și patronul roadelor pământului, cum e definit într-un imn liturgic : "Inima mea poartă flori și fructe în toiul nopții. Eu, Cinteotl, m-am născut îm paradis. Eu vin din țara florilor. Eu sunt floarea nouă, glorioasă și singura îmbietoare. Cinteotl s-a născut din apă; ca muritor, ca bărbat tânăr, s-a născut din albastra casă cerească a peștilor."
Alte mituri îl arată ca fiind o teofanie a lui Quetzalcoatl.
Hrană de bază a popoarelor precolumbiene, porumbul era ocrotit, în cadrul religiei, de mai multe divinități, după vârstele plantei : de la zeița fecioară Xilonen (porumbul tânăr), până la maica porumbului matur, Toci, o ipostază a zeiței Tlazolteotl.
La azteci se sacrifică o fecioară (simbolizând pe Xilonen), după 60 de zile de la începerea recoltării, iar când porumbul intra în uz alimentar, o femeie adultă, (simbolizând pe Toci), era decapitată și jupuită.
Preotul lui Cinteotl, înfășurat în scalpul acelei femei, ca într-o mantie, cu o mască modelată dintr-o bucată de piele de pe șoldul victimei, oficia ultima ceremonie a anului agricol - Chicomecoatl.
La maiași Zeul Porumbului era Yum-Kax.